# Geotria australis
Geotria australis е вид безчелюстна риба от семейство Geotriidae.

## Разпространение и местообитание
Видът е разпространен в Австралия (Виктория, Западна Австралия, Нов Южен Уелс, Тасмания и Южна Австралия), Аржентина, Нова Зеландия (Северен остров и Южен остров), Уругвай, Фолкландски острови и Чили.
Обитава сладководни и полусолени басейни, морета и реки.

## Описание
На дължина достигат до 57 cm.